# 蒂罗尔州奥伯恩多夫
蒂罗尔州奥伯恩多夫是奥地利蒂罗尔州Kitzbühel的一个市镇。总面积17.7平方公里，总人口2009人，人口密度113.5人/平方公里（2005年）。